# Yeongyang-gun
Yeongyang-gun (hangul 영양군, hanja  英陽郡) är en landskommun (gun) i den sydkoreanska provinsen Norra Gyeongsang. Folkmängden var 16 884 invånare i slutet av 2020. Den administrativa huvudorten heter Yeongyang-eup och hade 7 371 invånare 2020.
Kommunen är indelad i en köping, Yeongyang-eup, och fem socknar: 
Cheonggi-myeon,
Ibam-myeon,
Irwol-myeon,
Seokbo-myeon och
Subi-myeon.

## Vänorter
Yeongyang är vänort med:
- Gangdong-gu, Sydkorea
- Eunpyeong-gu, Sydkorea.